# John Evan
Pour les articles homonymes, voir Evan.
John Evan, parfois orthographié Evans, est un claviériste britannique né le 28 mars 1948 à Blackpool. Il est connu pour avoir joué avec le groupe Jethro Tull de 1970 à 1980

## Biographie
Sa mère étant professeur de piano, il a commencé à apprendre l'instrument à la maison. À 15 ans, élève de la Grammar School de Blackpool, il y croise Ian Anderson. Formant un premier groupe avec, entre autres, Jeffrey Hammond, John négocie le salon de sa mère comme lieu de répétition contre la place de batteur, la préférant alors à celle de pianiste. Ils forment « The Blades » (les lames), d'après le nom d'un club fréquenté par James Bond dans les romans de Ian Fleming. Plus tard, au gré des arrivées et départs de musiciens, le groupe devient « The John Evan Band », soutenu par sa mère, qui leur prête une camionnette  et l'orgue Hammond auquel John est finalement revenu. Il est remarqué comme excellent instrumentiste.
Quand John Evan décide d'arrêter pour étudier la pharmacologie en 1968, les autres membres quittent également le groupe, excepté Ian Anderson et Glenn Cornick qui forment alors Jethro Tull avec le guitariste Mick Abrahams et le batteur Clive Bunker.
Continuant ses études, il rejoint Jethro Tull en 1970 pour l'album Benefit. Il enregistre le soir, après ses journées d'études. La musique du groupe nécessitait l'adjonction de claviers, et John Evan, quoique légèrement à contre-cœur, se laisse persuader de suivre le groupe en tournée puis de participer aux futurs enregistrements. L'argument servi par Ian Anderson à son vieil ami était qu'il pourrait reprendre ses études quelques années plus tard après avoir vu le monde et avoir gagné un peu d'argent. Le même type d'argument permit d'ailleurs à Ian Anderson, un an plus tard, de convaincre Jeffrey Hammond de les rejoindre pour l'album Aqualung.
À la fin des années 1970, John Evan se fatigue de la vie de musicien rock et à la suite d'une expérience maritale malheureuse, se réfugie dans le monde du piano classique.
Après 1980, Evan se trouve exclu, avec Barriemore Barlow et David Palmer, des plans de Ian Anderson pour son projet solo qui aboutira finalement à l'album A paru sous le nom de Jethro Tull. Des dissensions avec la maison d'édition sèment le désordre et l'amertume parmi les anciens membres du groupe. Barlow annonce qu'il était déjà parti de toute façon, Evan et Palmer tentent alors une nouvelle formation, « Tallis », dont la musique pop-rock serait basée sur le classique. 
Après l'échec de Tallis, John se tourne, par l'intermédiaire d'une petite amie, vers le bâtiment en achetant une société.
Relancé à de multiples occasions par Anderson, ne fût-ce que pour un concert unique, ou en tant qu'invité sur un album, John Evan oppose immuablement son manque d'intérêt et prétend que de toute façon, ses doigts sont beaucoup trop rouillés pour accepter.

## Après Jethro Tull
Evan a quitté Jethro Tull en juillet 1980. Il a ensuite formé Tallis avec un membre sortant de Tull, David Palmer. Après de nombreuses années à la tête de sa propre entreprise de construction, au cours de laquelle il était parfois reconnu par de grands fans de Tull, il réside maintenant en Australie. Il est également apparu dans le DVD Jethro Tull de 2004 - A New Day Yesterday: The 25th Anniversary Collection (1969–1994) (initialement publié en 1994 en VHS), dans le DVD de 2008, Their Fully Authorised Story (1968–2008), et le combo CD / DVD 2009, Live at Madison Square Garden (1978). En 2018, Evan est apparu dans un segment vidéo, habillé en fleur, lors de la tournée du cinquantième anniversaire de Jethro Tull de Ian Anderson.

## Discographie

### The John Evan Band
- Live 1966 (1990) - Avec Ian Anderson au chant, Chris Riley et Neil Smith aux guitares, Bo Ward à la basse, John Evan à l'orgue, Ritchie Dharma For One Dharma à la batterie ainsi que Neil Valentine et Tony Wilkinson aux saxophones. Enregistré en octobre 1966 à Casterton et en été 66 chez John Evan pour la chanson Straight No Chaser. 2 CD

### Jethro Tull

#### Albums studio
- Aqualung (1971)
- Thick as a Brick (1972)
- A Passion Play (1973)
- War Child (1974)
- Minstrel in the Gallery (1975)
- Too Old to Rock 'n' Roll: Too Young to Die! (1976)
- Songs from the Wood (1977)
- Heavy Horses (1978)
- Stormwatch (1979)

#### Compilations
- Living in the Past (1972)
- 20 Years of Jethro Tull (1988)
- 25th Anniversary Box Set (1993)
- Nightcap (1993)
- 50 for 50 (2018) - Coffret 3 CD

#### Albums live
- Bursting Out (1978)
- Nothing Is Easy: Live at the Isle of Wight 1970 (2004)
- Live at Madison Square Garden 1978 (2009)
- Live at Carnegie Hall 1970 (2015)

### Participations
- Benefit (1970 - Musicien invité)
- Songs For Jethro Vol 1 - Artistes Variés (2000) - sur We Used To Know
- Jethro Tull CD4: Сольные Проекты (Solo Projects) (2004) - Coffret 7 CD